# Kvígindisfjörður
Der Kvígindisfjörður ist ein Fjord in den Westfjorden von Island.
Bei dem Fjord handelt es sich um einen nördlichen Seitenfjord des Breiðafjörðurs.
Er ist 1,5 km breit und reicht 10 km weit in das Land.
Das Westufer bildet die Landzunge Svínanes.
Am Ostufer verläuft eine Piste bis in den Kollafjörður auf der Halbinsel Bæjarnes.
Am Ausgang des Fjordes liegen einige kleine Inseln.
Innen im Kvígindisfjörður gab es den gleichnamigen Hof.
Er war bis 1967 bewohnt.
Jetzt gibt es hier keine ständig bewohnten Höfe mehr.   
Anders als bei den Nachbarfjorden erreicht der Vestfjarðavegur  nicht seine Ufer. 